# Parhästar

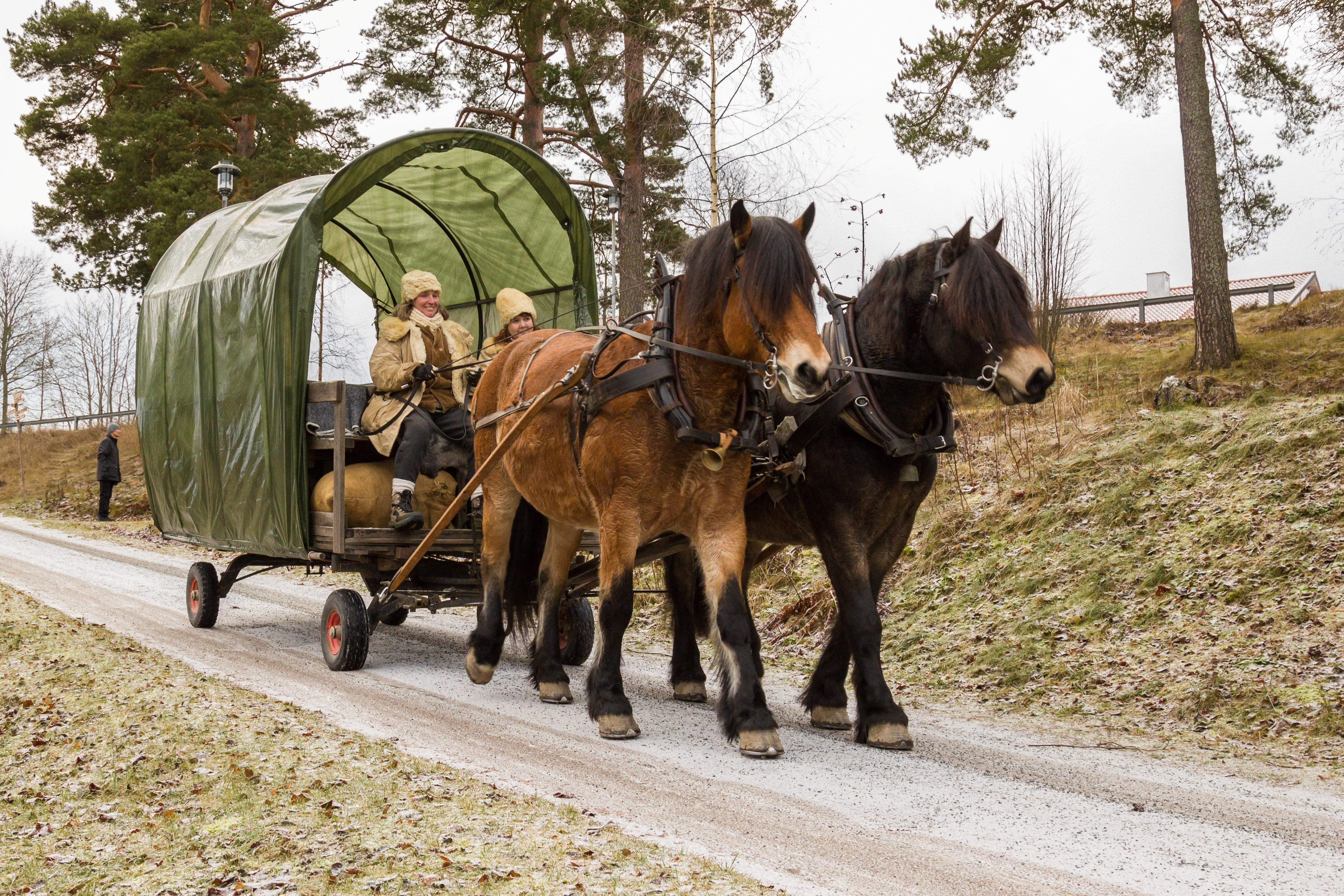
Två nordsvenska brukshästar drar en vagn på Hedemora gammelgård.

Parhästar är två hästar som ingår i ett tvåspann och drar vagnar eller arbetsverktyg, såsom plogar och andra jordbruksredskap. Med den delade bördan är det lättare att orka med tung last och/eller branta backar. Den högra hästen i ett par kallas frånhäst och den vänstra åthäst.
I överförd betydelse används termen för två samspelta kollegor eller lagidrottare, så kallat radarpar.